# 于利
于利（15世紀—16世紀），山東濟南府新城縣人，明朝政治人物。

## 生平
于利是天順六年舉人于璧之子，年少與兄長歲貢于元、于亨一同有聲譽，弘治二年（1489年）己酉科山東鄉試第七十四名舉人，授鳳陽通判，陞揚州清軍同知，以清勤著名，辭官後家居教育後進，成就甚眾，死後入祀鄉賢祠。

## 引用
1. 1 2  民國《重修新城縣志·卷十四·人物志二》：于利，璧子，少與兄元、亨并有聲，黌序中弘治己酉鄉試，授鳳陽府通判，遷揚州府同知，以清勤著，家居汲引後進，成就甚眾，崇祀鄉賢。